# نوک‌شاخ تاج‌سفید
 نوک‌شاخ تاج‌سفید (نام علمی: Berenicornis comatus) نام یک گونه از تیره نوک‌شاخ است.